# Gerardo Velez
Gerardo Velez (15 augustus 1947) is een Amerikaans percussionist. Hij werd geboren op Puerto Rico, maar verhuisde naar The Bronx en startte daar zijn muzikale loopbaan. Hij is de jongere broer van zangeres Martha Veléz.
Zijn opvallendste (en vrijwel anonieme) verschijning vond plaats tijdens Woodstock in augustus 1969, toen hij Jimi Hendrix begeleidde. Hij, toen nog aangeduid met Jerry, maakte als vast lid deel uit van Hendrix' band Gypsy Sun and Rainbows, die echter nooit definitief van de grond kwam. Zijn zuster wees het spelen bij Hendix af. Daarna speelde hij percussie bij tal vast artiesten, in 1979 kwam hij terecht bij Spyro Gyra. Hij werd langzaam vast lid van die muziekgroep, maar in 1985 verdween hij weer langzaam uit beeld. Zijn naam dook jaren later, het is dan 2009, op bij hun album Down the wire. Gedurende zijn verblijf in/bij Spyro Gyra mocht Velez diverse Grammy Awards in ontvangst nemen.
Ondertussen had Velez muzikale omzwervingen gemaakt bij David Bowie, Elton John en Duran Duran.

## Discografie

### MetSpyro Gyra
- Morning dance (1979)
- Catching the sun (1980)
- Carnaval (1980)
- Freetime (1981)
- Incognito (1982)
- City kids (1983)
- Access all areas (1983)
- Alternating currents (1985)
- Down the wire (2009)

### Met anderen
- Martha Veléz: Hypnotized (1972)
- Claude Dubois: idem (1974)
- Martha Veléz: Angels of the future/passed(1989)
- David Bowie: Black Tie White Noise (1993)
- Chic: Live at the Budokan (1999)
- Chic: Live at Montreux (2004)
- Chic: A night in Amsterdam (2007)